# Marcos Navarro Blázquez
Marcos Navarro Blázquez (Ribarroja del Turia, 30 de mayo de 2004) es un futbolista español que juega como lateral izquierdo en el Atlético Levante UD de la Tercera Federación.

## Trayectoria
Nacido en Ribarroja del Turia, Comunidad Valenciana, Navarro se unió al equipo juvenil del Valencia CF procedente de la UD Alboraya. 
El 15 de junio de 2022, con 18 años, fichó por el Levante UD para jugar en su equipo Juvenil.
En la temporada 2023-14, forma parte del Atlético Levante UD de la Tercera Federación.
El 25 de agosto de 2023, hizo su debut con el primer equipo del Levante UD en la Segunda División de España contra el FC Cartagena.
En la temporada 2023-24, llegaría a disputar tres partidos en la Segunda División de España y otros dos encuentros de Copa del Rey.

## Clubes
Actualizado al último partido disputado el 21 de septiembre de 2024..
| Club                | País   | Año       | Partidos | Goles |
| ------------------- | ------ | --------- | -------- | ----- |
| Atlético Levante UD | España | 2023-act. | 14       | 0     |
| Levante UD          | España | 2023-act. | 7        | 0     |